# یول (جماعت)
یول جماعت و شهرکی در جنوب غربی کشور تاجیکستان است که در ناحیهٔ شورآباد ولایت ختلان قرار دارد. جمعیت این جماعت ۵۰۲۹ است.